# Cuvée Angélique
Cuvée Angélique is een Belgisch bier van hoge gisting.
Het bier wordt sinds 2006 gebrouwen in Brouwerij De Glazen Toren te Mere in de gemeente Erpe-Mere. Dit bier wordt de eerste maal gebrouwen door de vrouwelijke leden van van de biervereniging Objectieve Proefajuinen Aalst (OPA), lid van Zythos. De naam van het bier verwijst naar de volksfiguren Angélique en Domien den ouilleschoiter (Aalsters voor kolenkakker), een duo straatmuzikanten dat in het begin van de twintigste eeuw geld verdiende met optredens in cafés en op marktpleinen.

Het is een amberkleurig bier met een alcoholpercentage van 8,3%.